# Pudur (S)
Pudur (S) es una ciudad y nagar Panchayat situada en el distrito de Tenkasi en el estado de Tamil Nadu (India). Su población es de 12457 habitantes (2011).

## Demografía
Según el censo de 2011 la población de Pudur (S) era de 12457  habitantes, de los cuales 6165 eran hombres y 6292 eran mujeres. Pudur (S) tiene una tasa media de alfabetización del 79,50%, inferior a la media estatal del 80,09%: la alfabetización masculina es del 87,41%, y la alfabetización femenina del 71,71%.